# Vallelunga (stacja kolejowa)
Vallelunga (wł. Stazione di Vallelunga) – stacja kolejowa w Vallelunga Pratameno, w prowincji Caltanissetta, w regionie Sycylia, we Włoszech. Stacja znajduje się na linii Palermo – Katania.
Według klasyfikacji RFI ma kategorię brązową.

## Linie kolejowe
- Linia Palermo – Katania